# Остин, Нэнси
Нэнси Кимбл Остин (род. 1949) — американская писательница и бизнес-консультант, наиболее известная бестселлерами «Страсть к совершенству» (A Passion for Excellence, 1985) и «Настойчивая женщина» (The Assertive Woman, 1975). Её книги были опубликованы на семи языках. Продано около миллиона экземпляров.

## Биография
Нэнси Остин родилась в 1949 году. В 1977 году окончила Калифорнийский университет в Лос-Анджелесе со степенью магистра.
Живёт в Санта-Круз вместе с мужем Биллом Коули и сыном Джеффом.

## Публикации

### Книги
- The Assertive Woman: A New Look
  - Июнь 1975, Price Stern Sloan
  - 1975, Impact Publishers.
  - 1982, Impact Publishers.
  - Отредактированная версия, 1987, Impact Publishers.
  - 3-е издание, июнь 1997, Impact Publishers.
  - 4-е издание, 2002, Impact Publishers.
- A Passion for Excellence: The Leadership Difference, 1985 (совместно с Томом Петерсом)
  - Апрель 1985, Random House.
  - 1986, Warner Books.
  - Январь 4, 1989 (переиздание), Warner Books.
  - Май 31, 1994, Gardners Books,

### Избранные статьи
- Working Woman
  - Ноябрь 1995, «Management’s New Numbers Game»
  - Март 1996, «Beyond the Trick Question» Архивная копия от 30 сентября 2021 на Wayback Machine
- Inc. magazine
  - Апрель 1997, «What Balance?» Архивная копия от 30 сентября 2021 на Wayback Machine
  - Май 1998, «Buzz» Архивная копия от 30 сентября 2021 на Wayback Machine
  - Октябрь 1999, «Pure Internet Play» Архивная копия от 30 сентября 2021 на Wayback Machine
- 1099
  - Август 7, 2000 «Drum Machine» (about Michael Bayard)
  - List of all Austin’s articles at 1099 Архивная копия от 19 июня 2021 на Wayback Machine
- Incentive, «The Competitive Edge: Work-Life Paradox», Сентябрь 1, 2004